# Ostrobótnia Central
A Ostrobótnia Central (finlandês: Keski-Pohjanmaan, sueco: Mellersta Österbotten) é uma  região da Finlândia localizada na província da Finlândia Ocidental, sua capital é a cidade de Kokkola.

## Municípios
A região da Ostrobótnia Central está dividida em 12 municípios (população em 31 de agosto de 2006 entre parênteses):
| 1. Halsua (1.425) 2. Kannus* (5.908) 3. Kaustinen (4.327) 4. Kokkola* (Karleby) (36.452) 5. Lestijärvi (948) 6. Perho (3.005) 7. Toholampi (3.641) 8. Veteli (3.563) | Cidades e Municípios da Ostrobótnia Central |

Nota:* Municípios com status de cidade.